# بيتر أندرسون (لاعب كريكت نيوزلندي)
بيتر أندرسون (3 فبراير 1950 في نيوزيلندا - 27 ديسمبر 2012 في نيوزيلندا) (بالإنجليزية: Peter Anderson)‏ هو لاعب كريكت نيوزلندي.

## وصلات خارجية
- بيتر أندرسون على موقع إي آس بي آن كريك إنفو (الإنجليزية)